# گمینا زبژدوویتسه
گمینا زبژدوویتسه (به لهستانی:  Gmina Zebrzydowice) یک گمینا در لهستان است که در شهرستان چیشن واقع شده‌است. گمینا زبژدوویتسه ۴۱٫۶۸ کیلومتر مربع مساحت و ۱۲٬۶۱۲ نفر جمعیت دارد.